# Dennis Gabor
Pour les articles homonymes, voir Gabor.
Dennis Gabor (5 juin 1900 à Budapest, Hongrie - 8 février 1979 à Londres) est un ingénieur et physicien hongrois. Il est connu pour l'invention de l'holographie pour laquelle il a reçu le prix Nobel de physique de 1971.

## Biographie
Dennis Gabor (Gábor Dénes [ˈɡaːbor ˈdeːnɛʃ ] en hongrois), né Dénes Günszberg, issu d'une famille juive, est le fils aîné d'un directeur de compagnie minière. Dans l’autobiographie qu'il a écrite à l'occasion de son prix Nobel, Gabor déclare que sa passion pour la physique lui vint à l'âge de 15 ans. Entré à l'université, il est fasciné par la théorie d'Abbe sur la formation des images en microscopie, et par le procédé de photographie couleur inventé par Gabriel Lippmann. Avec son frère Georges, il avait construit à la maison un petit laboratoire où il reproduisait les expériences de la physique moderne naissante : rayons X, radioactivité...
Il obtient un diplôme d'ingénieur électricien à l'Université technique de Berlin en 1924 et devient docteur-ingénieur en 1927. À cette époque, Berlin est le haut-lieu de la physique, avec la présence d'Einstein, de Planck, de Nernst et de von Laue. Son sujet de doctorat consiste dans le développement d'un oscillographe rapide, et c'est dans le cadre de ce travail qu'il réalise la première lentille électronique magnétique (c'est-à-dire pour les faisceaux d'électrons). En 1927, il est recruté par la société Siemens & Halske AG, et c'est là qu'il invente la lampe à mercure haute pression et les scellements molybdène, utilisés plus tard pour l'éclairage des rues.
Lorsqu'il quitte l'Allemagne nazie en 1933, à cause de l'antisémitisme, il est engagé au laboratoire de recherches de la compagnie British Thomson-Houston, à Rugby (Warwickshire), en Grande-Bretagne. L'holographie qu'il annonce en 1948 lui vaudra le prix Holweck en 1970 et le prix Nobel de physique de 1971 « pour son invention et le développement de la méthode holographique ».
C'est par l'optique électronique qu'il en est venu à proposer le concept d'holographie qu'il appelait à l'époque « reconstruction par front d'ondes » (wavefront reconstruction). Le projet initial consistait en un microscope électronique capable de résoudre des réseaux atomiques et de visualiser des atomes. Il s'agissait d'holographie électronique qui ne sera vraiment réalisée que vingt ans plus tard, mais l'holographie en lumière visible a pu être mise en œuvre avec le développement des lasers autour des années 1960.
En 1949, Gabor quitte Rugby pour l'Imperial College à Londres, où il devient professeur de physique appliquée. Il s'intéresse à une multitude de sujets parmi lesquels la physique des plasmas et la théorie de la fusion, les calculateurs analogiques non linéaires (que l'on appellera plus tard réseaux neuronaux), les écrans plats pour la télévision couleur, la théorie de l'information et de l'audition qui débouche sur la théorie de la synthèse granulaire, dont la paternité est également revendiquée par le compositeur grec Iannis Xenakis.
En 1967, il prend sa retraite qu'il passe, pour l'essentiel, en Italie.
Il meurt dans une maison de retraite à South Kensington à Londres en 1979, son épouse décédant deux ans plus tard.

## Penseur technocritique
Gabor participe au mouvement technocritique, lui-même caractérisé par le déterminisme technologique. On lui doit notamment cette maxime, souvent mentionnée comme « loi de Gabor » : 

« C'est sa propre vitesse qui fait progresser la technique et ceci pour deux raisons : la première est qu'il faut entretenir les industries traditionnelles. La seconde n'est autre que la loi fondamentale de la société technicienne : "ce qui peut être fait techniquement le sera nécessairement". C'est ainsi que le progrès applique de nouvelles techniques et crée de nouvelles industries sans chercher à savoir si elles sont ou non souhaitables. »

On ne peut qu'être frappé par la similitude de cette "loi" avec l'énoncé de Jacques Ellul dans son ouvrage classique La technique ou l'enjeu du siècle :

« Parce que tout ce qui est technique, sans distinction de bien et de mal, s'utilise forcément quand on l'a en main. Telle est la loi majeure de notre époque. »

## Commémoration
En 2006, une plaque est installée sur la maison où il a vécu entre 1949 et les années 1960, no 79 Queen's Gate à Kensington.
L'astéroïde (72071) Gábor porte son nom.

## Publications
- (fr) Inventons le futur, Plon, Paris, 1964 (trad. de Inventing the Future, Secker & Warburg, Londres, 1963).
- (fr) La Société de maturité, Éditions France-Empire, Paris, 1973 (trad. de The Mature Society, Secker & Warburg, Londres, 1972).

## Distinctions et récompenses
- 1970 : prix Holweck.
- 1971 : prix Nobel de physique.
- 1971 : prix culturel de la Société allemande de photographie.
- 1971 : Commandeur de l'ordre de l'Empire britannique.